# Chorthippus hemipterus
Chorthippus hemipterus är en insektsart som beskrevs av Boris Petrovich Uvarov 1926. Chorthippus hemipterus ingår i släktet Chorthippus och familjen gräshoppor. Inga underarter finns listade i Catalogue of Life.